# Invention de la tradition
L’invention de la tradition est un concept rendu populaire par les historiens marxistes Eric Hobsbawm et Terence Ranger selon lesquels il existerait de nombreuses traditions qui auraient été forgées récemment alors qu’elles semblent ou se prétendent anciennes. D'après eux, les « traditions inventées » sont souvent des réponses à des temps de crise, à de nouvelles situations ; elles essaient de se gagner une certaine légitimité en se renvoyant au passé.
Ainsi la tradition n’est-elle pas la coutume. Elle n’est pas non plus la convention, la routine, ou la règle, parce qu’elle possède un poids symbolique particulier.
Parfois, on distingue facilement qu’une tradition est inventée : c'est le cas des boy-scouts de Robert Baden-Powell ou des cérémonies publiques de différents États. Mais il est souvent difficile de le concevoir à la naissance d’une tradition inventée, lorsqu’elle apparaît d’abord de manière informelle, dans des cercles privés ou qu’elle se greffe à une tradition antérieure.
L’invention de la tradition se focalise souvent sur des lieux de mémoire.

« [Les traditions inventées] semblent appartenir à trois types qui se recoupent : a) celles qui établissent ou symbolisent la cohésion sociale ou l’appartenance à des groupes, des communautés réelles ou artificielles ; b) celles qui établissent ou légitiment des institutions, des statuts ou des relations d’autorité ; c) celles dont le but principal [est] la socialisation, l’inculcation des croyances, des systèmes de valeur et des codes de conduite. »

Le concept d’ « invention de la tradition » est utile pour comprendre les emplois idéologiques du passé et les utilisations politiques de la mémoire et de la commémoration.
On retrouve des exemples de traditions inventées tout au long de l'histoire, des cérémonies sanglantes à Sparte, n'ayant eu cours que pendant l'époque romaine, jusqu'à l'identification des clans écossais par des tartans au XIXe siècle.

## Critiques
Le concept est critiqué pour la faiblesse épistémologique de sa différenciation entre coutume, tradition vraie et tradition inventée, par D. Chakrabarty (dans Vlastos [coord.], Mirrors of Modernity). Mais cette critique est elle-même réfutée, en particulier par Alain Babadzan.